# Рајхсбрике
Рајхсбрике (нем. Reichsbrücke) или Царски мост је главни мост у Бечу, који повезује Мексикоплац у Леополдштату и Донауинсел у Донауштату преко Дунава. Мост дневно користи преко 50.000 возила на шест саобраћајних трака, садржи и метро линију, две пешачке стазе, две бициклистичке стазе и два комунална тунела. 

## Историја
Први мост који је изграђен на месту садашњег моста Рајхсбрике, изграђен је 1872–1876. године под именом Kronprinz-Rudolph-Brücke  (Мост престолонаследника Рудолфа ), пре регулације корита Дунава у Бечу. Челичне решетке моста прелазиле су преко саме реке, са луковима преко поплавних ливада на обе обале Дунава. Са укупном дужином од скоро 1020 метара, у то време то је био најдужи мост преко Дунава. Свечано је отворен 21. августа 1876. године, на 18. рођендан принца Рудолфа. Име је промењено у Рајхсбрике 1919. године након што је Аустрија постала република.
Као мера за смањење нивоа незапослености у тридесетим годинама двадесетог века, планирани је висећи мост уместо старог моста. Техничке планове сачинили су архитекти Зигфрид Тајс и Ханс Јакш, а уметничку контролу је дао Клеменс Холцмејстер. Стубови старог моста продужени су низводно, а конструкција је померена за 26м за мање од седам сати. Нови мост је тако могао да се изгради на линији старог моста, без дуготрајних ометања у саобраћаја. Овај висећи мост, изграђен између 1934. и 1937. године, садржао је четири саобраћајне траке, две трамвајске линије и пешачке стазе са обе стране. Мост је такође проширен и преко поплавних низина. Нови мост је отворен 10. октобра 1937. године од стране кардинала Иницера и председника Аустрије Вилхелма Микласа. 
Током Другог светског рата, Рајхсбрике је био једини од мостова у Бечу преко Дунава који није претрпео озбиљну штету. Црвена армија је на време спречила Вермахт да сруши мост и као резултат тога, мост је преименован у Brücke der Roten Armee  (Мост Црвене армије ). Мост је обновљен између 1948. и 1952. године. Коришћен је као локација у филму Трећи човек  1948. године. 

### Рушење моста Рајхсбрике
У недељу 1. августа 1976. године, мало пре 05:00 часова, мост се срушио, усмртивши једну особу. Утврђено је да је главни разлог рушења структурални квар на лежајевима, који током прегледа није примећен због масивних гранитних омотача који су их окруживали.  Уништен је један камион, а неколико бродова оштећено. Возач празног градског аутобуса успео је да се спаси, његов аутобус је оштећен али је наставио да се користи до 1989. године. Сада се налази у бечком Саобраћајном музеју  (Straßenbahnmuseum). Пловидба је преусмерена кроз Донауканал. Два додатна моста убрзано су подигнута за саобраћај и трамваје и била су у употреби четири године. 
Покренут је међународни конкурс за дизајн новог моста, на ком је победио Јохан Нестрој. Изградња је започела 1978. године, а мост је формално отворио, 8. новембра 1980. године, градски одборник Хејнц Нител, под именом Johann-Nestroy-Brücke (Мост Јохана Нестроја), име које се није ушло у употребу.   
Бечка мрежа метроа, први пут је постављена на мост Рајхсбрике 3. септембра 1982. године, након опсежног тестирања. 
У 2003. години, обод моста је обновљен, заједно са осветљењем, а пешачке и бициклистичке стазе су проширене. Истовремено, ширина трака повећана је смањењем ширине централног размака и уклањањем уских тротоара за случај нужде. 
Немачки путнички брод ударио је један стуб моста 2004. године, тешко повређујући неколико људи. Несрећа није оштетила мост. 
У суботу, 9. јула 2005. године, обележена је 25. годишњица изградње моста Рајхсбрике, када је и обнова завршена. Асфалт је третиран посебним слојем који апсорбује буку, а изграђене су и три нове ноћне аутобуске станице. 
На мосту постоји и станица бечког метроа. 